# Medalla Naval Almirante Sebastián Francisco de Miranda
La Medalla Naval Almirante Sebastián Francisco de Miranda es una condecoración de la Armada Bolivariana creada en 2006, que puede ser otorgada a personal militar y civil tanto nacionales como extranjeros.
Destinada ha recompensar los servicios distinguidos y especiales prestados a la Fuerza Armada Nacional Bolivariana (FANB) y a personalidades que han realizados importantes servicios a favor y se destaquen en su apoyo a la Armada. 
Fue bautizada en honor al «El Precursor de la Emancipación Americana», Generalísimo y almirante Francisco de Miranda y se concede en una Única Clase.

## Diseño
La joya será una cruz de brazos triangulares curvilíneos ensanchados en las puntas, esmaltada en azul, sobre ella y en el centro una elipse de esmalte color rojo; sobre esta en alto relieve, el escudo de la armada.
La joya dependerá de una cinta de seda moaré de 36 mm de ancho y 50 mm de largo, con tres franjas verticales de igual ancho, en colores azul marino, amarillo y rojo.